# Pingala
Pingala var en indisk forntida matematiker, född ca 200 f.Kr. Känd för sitt arbete Chandas shastra (chandah-śāstra, även Chandas sutra chandah-sūtra)
Presenterade den första kända beskrivningen av det binära talsystemet. Upptäckte grunderna i vad som senare kom att kallas Fibonaccital.

## Chandas shastra
Chandas shastra består av åtta kapitel. Shastra redigerades av Albrecht Weber 1863. 

## Pingalas binära talsystem
Pingala presenterade den första kända beskrivningen av det binära talsystemet. Pingalas sätt att använda noll kan te sig förvirrande om vi känner till det binära talsystemet som det ser ut idag. I stället för att använda siffrorna 1 och 0 använder Pingala stavelser. Fyra korta stavelser (binärt "0000") i Pingalas system representerar talet 1 (inte noll).